# Froggattisca radiostriata
Froggattisca radiostriata is een insect uit de familie van de mierenleeuwen (Myrmeleontidae), die tot de orde netvleugeligen (Neuroptera) behoort. 
Froggattisca radiostriata is voor het eerst wetenschappelijk beschreven door New in 1985.